# Giardino botanico di Glasgow

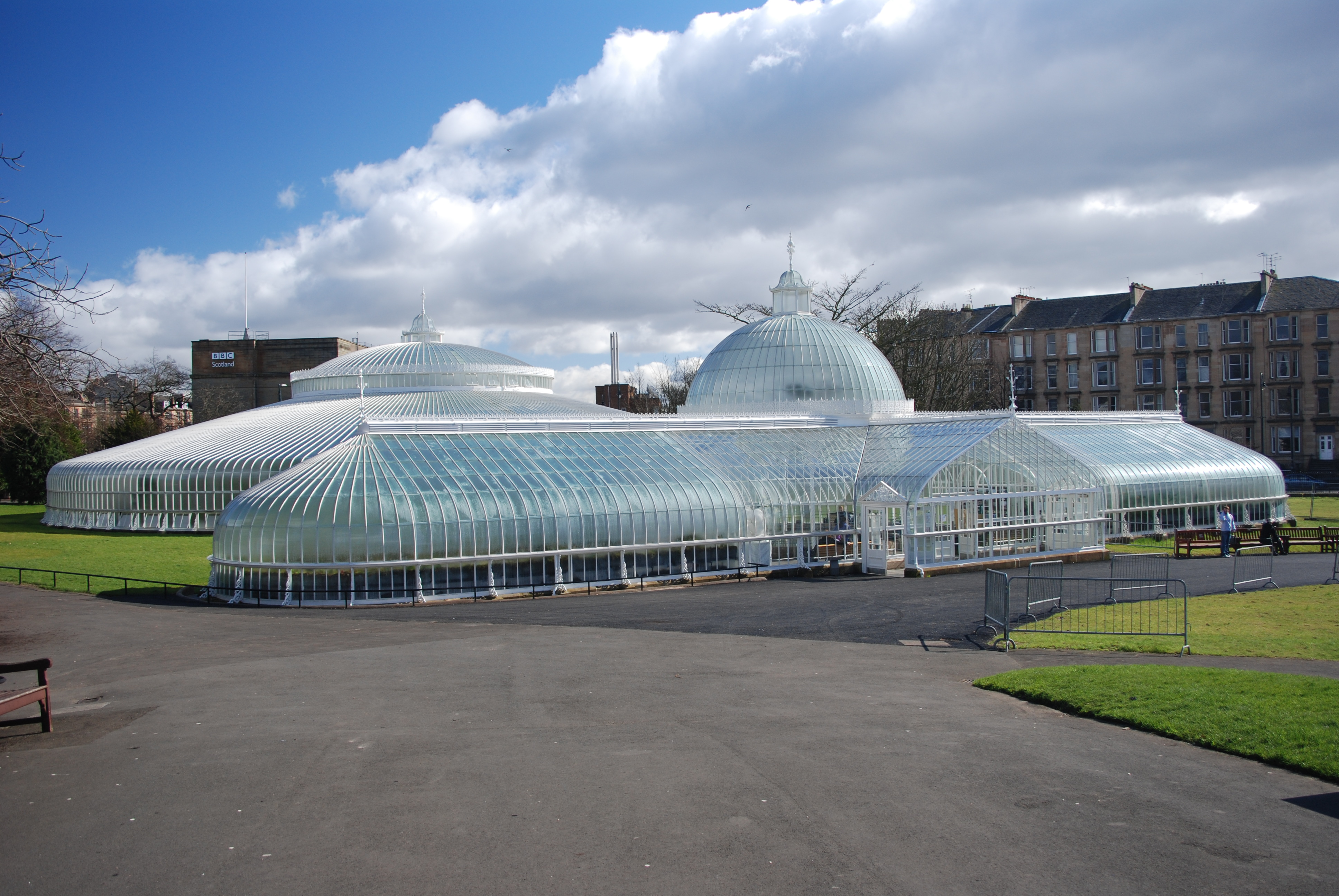
L'esterno di Kibble Palace

Il Giardino botanico di Glasgow (Glasgow Botanic Gardens) è un giardino botanico ubicato nel West End di Glasgow, in Scozia. Ospita parecchie serre, la più notevole delle quali è Kibble Palace. Nel 1817 circa 8 acri (32374 m2) di terreno furono sistemati a Sandyford, vicino a Sauchiehall Street, Glasgow, e affidati in gestione al Reale Istituto botanico di Glasgow (fondato da Thomas Hopkirk di Dalbeth), e furono destinati a rifornire l'Università di Glasgow. William Hooker fu regius professor di botanica all'Università di Glasgow e contribuì allo sviluppo del Giardino botanico prima della sua nomina alla direzione del Giardino botanico di Kew a Londra. Il giardino si trasferì nella sua attuale ubicazione nel 1842. Usato originariamente per concerti e altri eventi, nel 1891 il giardino fu incorporato nei Parchi e giardini del comune di Glasgow.
Il sito era servito un tempo da una linea ferroviaria, e la stazione ferroviaria di Botanic Gardens rimane oggi in uno stato di abbandono come esempio notevole di stazione in disuso. È nascosta dietro alcuni alberi e una recinzione metallica blocca l'accesso ai binari. Anche la stazione ferroviaria di Kirklee si trova proprio dietro il giardino.
Il giardino contiene la collezione nazionale degli alberi di felce.

## Kibble Palace

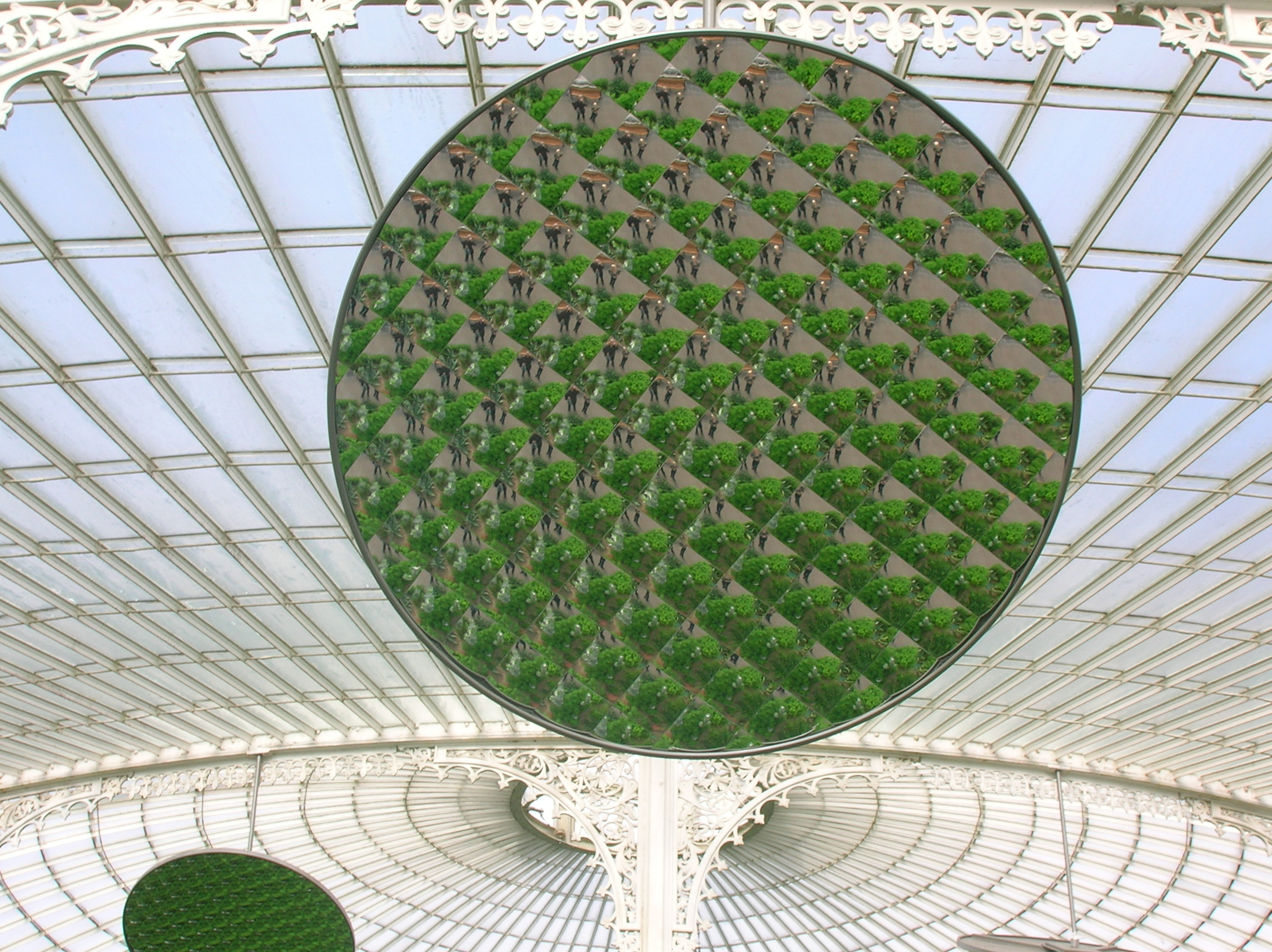
Uno specchio riflettente sfaccettato nel Kibble Palace restaurato

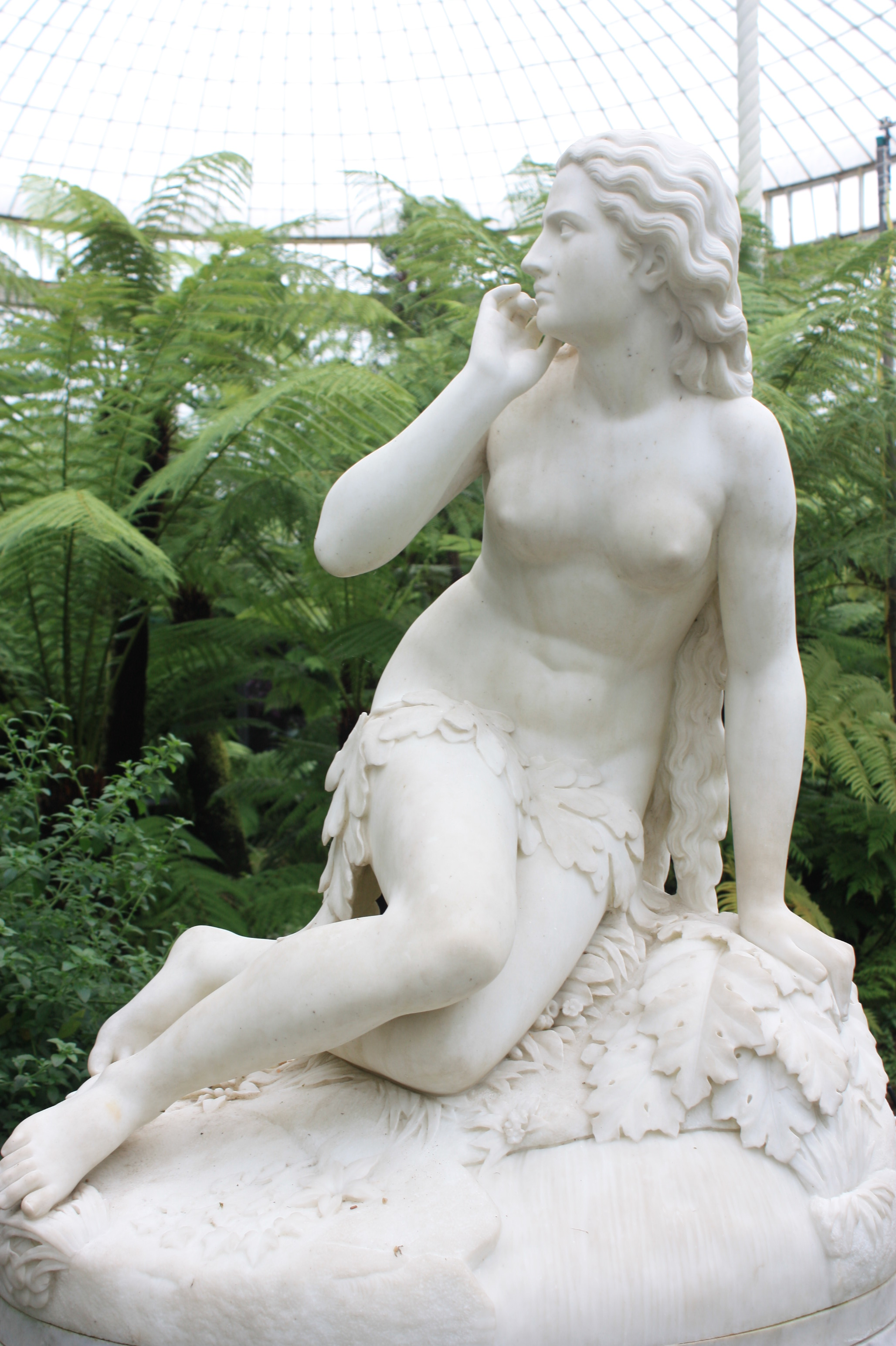
Eva di Scipione Tadolini, Kibble Palace

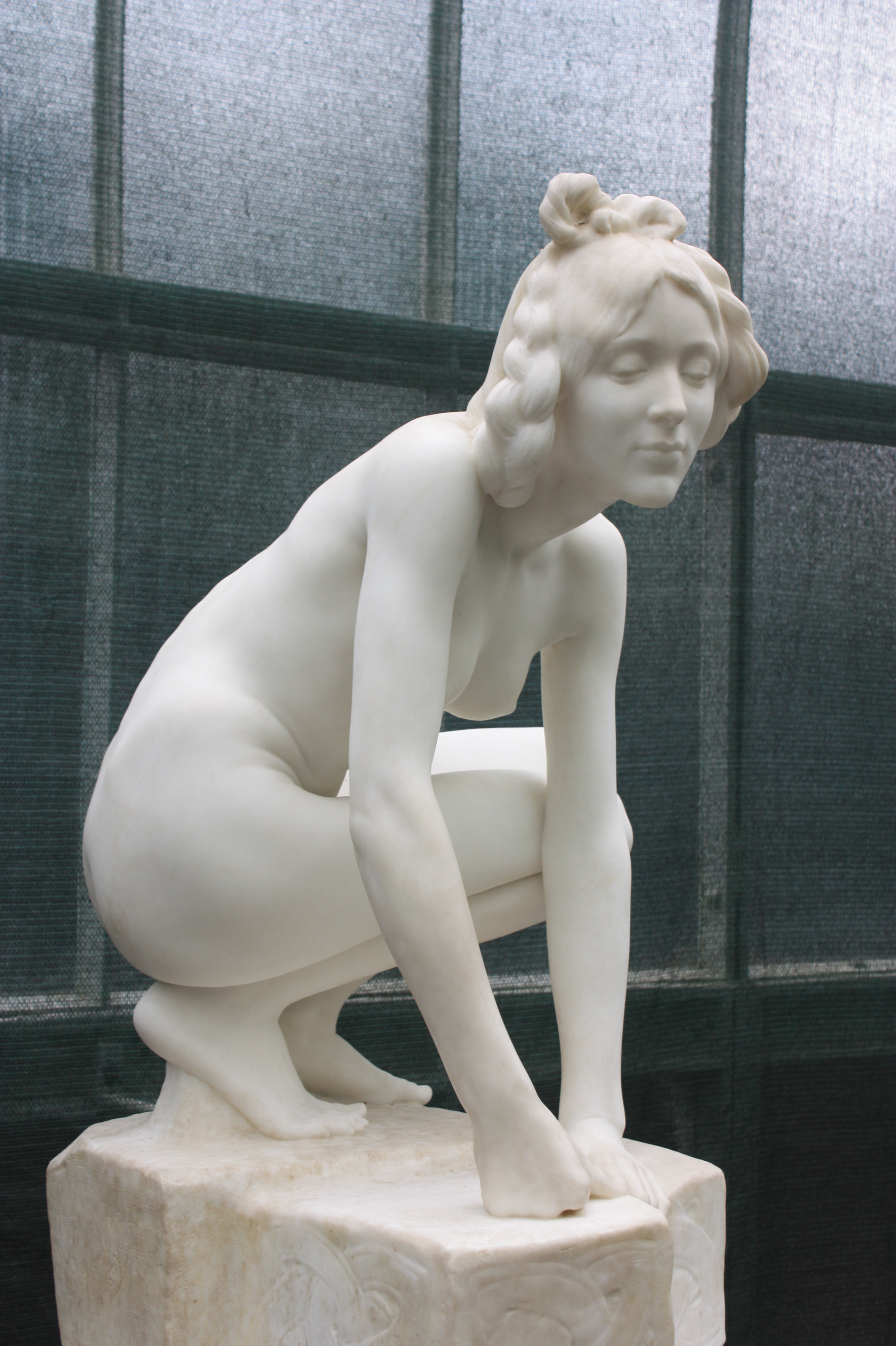
L'elfo di William Goscombe John, Kibble Palace

Kibble Palace è una serra con pannelli di ferro battuto del XIX secolo, che copre 2.137 m2. Originariamente progettata per John Kibble dagli architetti James Boucher e James Cousland per la sua casa nel villaggio di Coulport sul Loch Long negli anni 1860, i componenti furono fusi da Walter Macfarlane nella sua Saracen Foundry a Possilpark. Portato infine su per il River Clyde su una chiatta al Giardino botanico, fu eretto completamente nella sua attuale ubicazione nel 1873 dalla Boyd di Paisley.
La struttura dell'edificio è di ferro battuto e vetro ricurvi sostenuti da travi di ghisa poggiate su colonne ornate, sormontate da fondazioni di mattoni. Fu usato inizialmente come sito per mostre e concerti, prima di essere usato per coltivare piante dagli anni 1880. Benjamin Disraeli e William Ewart Gladstone furono entrambi installati nel palazzo come rettori dell'Università di Glasgow, rispettivamente nel 1873 e nel 1879 - il suo ultimo uso come sito per eventi pubblici, prima di venire usato interamente per la coltivazione di piante temperate. Il principale gruppo di piante è collezione delle felci della Nuova Zelanda e dell'Australia, alcune delle quali vivono qui da 120 anni e formano ora la collezione nazionale delle felci.
Negli anni 1920 fu aggiunta una statua nel palazzo dedicata a "Re Roberto di Sicilia", una figura ispirata alle opere del poeta Henry Wadsworth Longfellow. Questa è dello scultore scozzese George Henry Paulin.
Nel 2004 fu iniziato un programma di restauri da 7 milioni di sterline per riparare la corrosione del ferro battuto. Il restauro comportò lo smantellamento completo del palazzo e il trasferimento delle parti a Shafton, South Yorkshire per una riparazione e conservazione specializzate. La collezione delle piante fu rimossa completamente per la prima volta e il ferro battuto fu ricostruito su una nuova pianta risistemata, dando al palazzo una nuova vita. Riaprì al pubblico nel novembre 2006.
L'edificio contiene una grande collezione di orchidee, piante carnivore e felci.

### Sculture a Kibble Palace
- Re Roberto di Sicilia (un eroe creato da William Wordsworth) di George Henry Paulin (1927)
- Caino di Edwin Roscoe Mellins (1899)
- Eva di Scipione Tadolini (c.1870)
- Ruth di Giovanni Ciniselli (1880)
- Le sorelle di Betania di John Warrington Wood (1871)
- L'elfo di William Goscombe John (1899)
- Passatoi di William Hamo Thornycroft (1878)
- Lo schiavo nubiano di Antonio Rossetti (c. 1880)